# Eisendorf
Eisendorf ist eine Gemeinde im Kreis Rendsburg-Eckernförde in Schleswig-Holstein.

## Geografie und Verkehr
Eisendorf liegt etwa 18 km nördlich von Neumünster und 18 km südöstlich von Rendsburg im Naturpark Westensee und am Brahmsee. Im östlichen Gemeindegebiet liegt ein Teil des  NATURA 2000-Schutzgebietes FFH-Gebiet Wennebeker Moor und Langwedel. Der Ort ist über die Bundesstraße 205, die Bundesautobahn 7 und die Bahnstrecke Neumünster–Flensburg zu erreichen.

## Geschichte
Archäologische Funde und Hünengräber, von denen jedoch nur noch Reste erhalten sind, belegen eine steinzeitliche, bronzezeitliche und eisenzeitliche Besiedlung des Gemeindegebiets. 
Eisendorf wurde 1335 erstmals als Eyzendorpe erwähnt. Der Ortsname bezieht sich wahrscheinlich auf das Vorkommen von Raseneisenerz. Auf eine Verhüttung weisen auch Schlackereste hin.

## Politik

### Gemeindevertretung
Bei der Kommunalwahl am 14. Mai 2023 wurden insgesamt neun Sitze vergeben. Diese fielen erneut alle an die Kommunale Wählergemeinschaft Eisendorf. Die Wahlbeteiligung betrug 68,3 %.

### Wappen
Blasonierung: „Von Blau und Gold im Schindelschnitt gespalten, rechts ein goldenes Steinbeil, links ein blaues Eichenblatt.“

## Wirtschaft
Die Gemeinde ist überwiegend landwirtschaftlich geprägt. Am Brahmsee hat sich ein Ferienhausgebiet entwickelt.
Im Gemeindegebiet wird Sand abgebaut. Innerhalb des Abbaugebietes soll in Zukunft ein neuer, durch Grundwasser gespeister See entstehen.